# Station Ołdrzychowice Kłodzkie
Station Ołdrzychowice Kłodzkie is een spoorwegstation in de Poolse plaats Ołdrzychowice Kłodzkie.